# Битюкова, Ольга Борисовна
О́льга Бори́совна Битюко́ва (род. 21 марта 1958, Москва) — советская и российская актриса театра и кино.

## Биография
Ольга Битюкова родилась в семье известного советского киноактёра Бориса Битюкова и актрисы Юлианы Бугаевой. Младшая сестра Ольги — Людмила. Первая роль кино — Варвара Кутейщикова в фильме «Москва — Кассиопея» (1973) режиссёра Ричарда Викторова. После окончания школы предприняла попытку поступить во ВГИК, а после неудачи — в Институт культуры. Мечты об актёрской карьере пришлось на время оставить. Поработав в Ленинской библиотеке, Ольга получила приглашение на роль. Потом она работала в кино и параллельно выучилась на конструктора одежды, закончив Московский технологический институт легкой промышленности, а затем и ГИТИС (мастерская Леонида Топчиева). В тяжёлые времена развала отечественного кинематографа работала дилером в одной из известных компаний. В конце 1990-х вернулась к актёрской профессии.

### Личная жизнь
Муж — Владимир, столяр-краснодеревщик, строитель; сын — Фёдор (1987 г. р.), мотомеханик.
Бывший муж — Игорь Малахов (1963—2016) — один из подозреваемых в убийстве Игоря Талькова.

## Творчество

### Фильмография
- 1973 — Москва — Кассиопея — Варя Кутейщикова (озвучила Ольга Громова)
- 1974 — Отроки во Вселенной — Варя Кутейщикова
- 1977 — Свидетельство о бедности —  Алла Макеева, дочь контрабандиста
- 1978 — Искушение — Маргарита
- 1978 — Последний шанс — Брыкина, учащаяся ПТУ
- 1979 — Ипподром — Наташа
- 1980 — Каникулы Кроша — Вера
- 1980 — Утренний обход — Морозова, пациентка Нечаева
- 1982 — Серебряное ревю — Алабина, актриса
- 1983 — Люблю. Жду. Лена — Ольга
- 1983 — Летаргия — девушка на вечере у Дадашева
- 1984 — Через все годы — Васса Дружинина
- 1984 — Груз без маркировки — Юля
- 1984 — Пора седлать коней —
- 1984 — Счастливая, Женька!
- 1985 — Грубая посадка — Алёна, дочь Соловьева
- 1985 — Зимний вечер в Гаграх — работник телевидения
- 1985 — Не ходите, девки, замуж — корреспондентка
- 1986 — Мой любимый клоун — Леся Баттербардт, жена Синицына
- 1986 — Серебристая нить — Светлана Гончарова
- 1986 — По зову сердца — Тамара Зернова,  старший лейтенант противотанковой артиллерии
- 1987 — Топинамбуры
- 1988 — Убить дракона
- 1989 — Горы дымят — Ольга
- 1992 — Алмазы шаха
- 1997 — Учительница первая моя, или мальчишник по-русски
- 1999 — Будем знакомы! — Виктория Николаевна, декан факультета журналистики
- 2003 — Даша Васильева. Любительница частного сыска — 1 (серия «Дантисты тоже плачут») — Людмила Конь
- 2003 — Приключения мага (3 серия) — Алевтина, жена Сохадзе
- 2003 — Смерть пионерки
- 2004 — Ангел пролетел — Алёна, московская подруга Дмитрия
- 2005 — Авантюристка — Юлия Николаевна, мать Татьяны
- 2004—2013 — Кулагин и партнёры
- 2007 — Затмение — мать Оли
- 2007 — УГРО. Простые парни — Зинаида Тимофеевна Верстакова
- 2008 — Две судьбы 3: Новая жизнь — Нонна Михайловна Колесникова, жена губернатора Павла Колесникова, мать Ларисы и Лёли Колесниковых.
- 2011 — Срочно в номер — 3
- 2019 — Подсудимый — Вера Александровна Нестерова
- 2021 — Потерянные — директор школы

### Роли в театре
- 2007 — Виновник торжества — Вера Михайловна, хозяйка квартиры (реж. — н.а. РФ Валерий Никитенко) (Продюсерский центр «Про. Ко. Медиа», Санкт-Петербургский Антрепризный Театр Комедий)

### Дискография
- 2010 — аудиокнига «Дары младенца Христа» (The Gifts of the Child Christ and Other Tales (1882) Джорджа МакДональда, перевод Светланы Лихачевой, читает Ольга Битюкова)[3]
- 2011 — аудиокнига «Бумажные Маки» (автор Марианна Вехова. Бумажные маки. Повесть о детстве, читает Ольга Битюкова)[4]